# Wadcutter

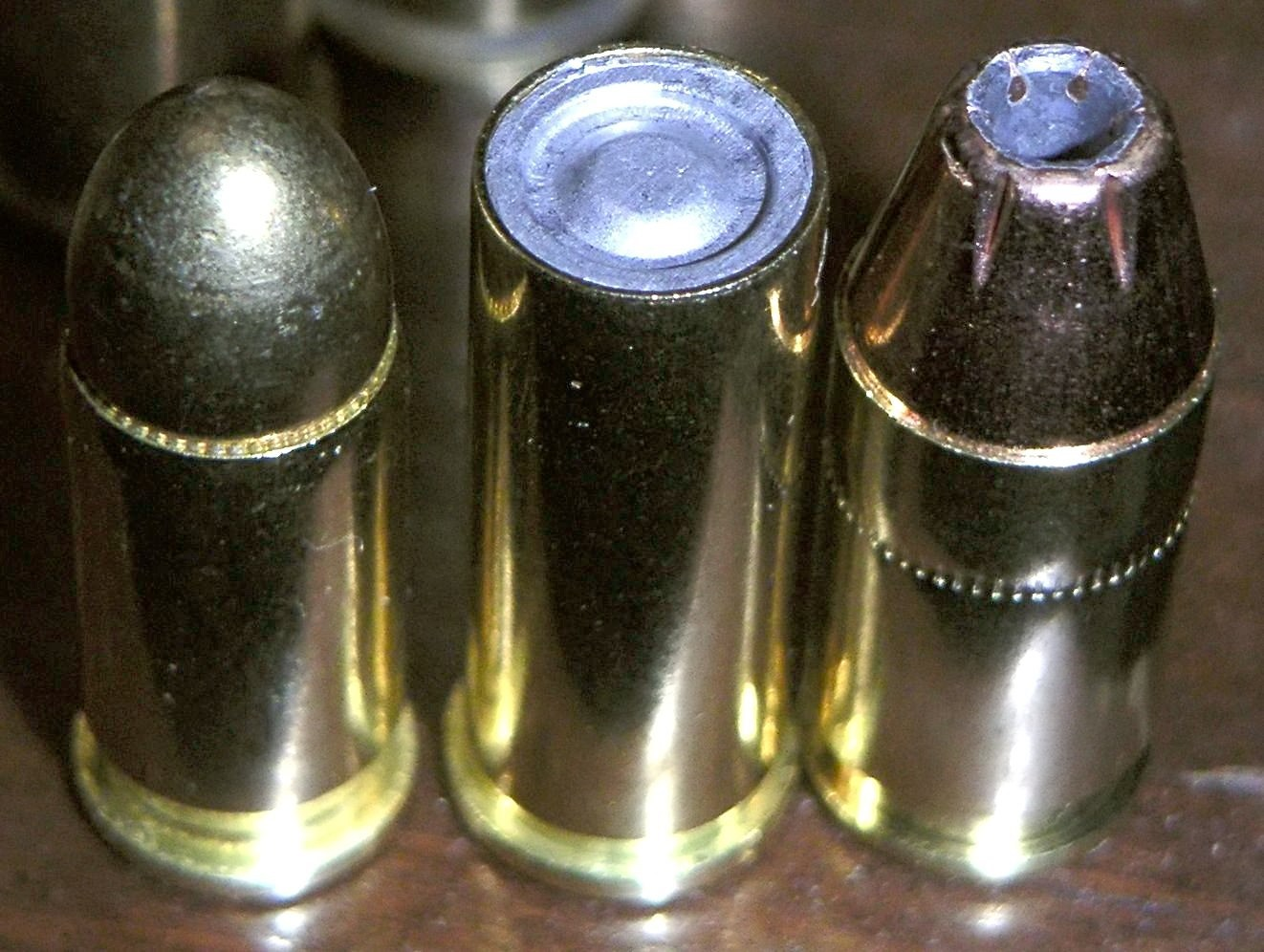
Od lewej nabój pełnopłaszczowy .32 ACP, wadcutter .32 S&W Long, .38 ACP z wgłębieniem wierzchołkowym

Wadcutter – specjalistyczny pocisk zaprojektowany głównie do strzelania do tarcz papierowych, na niewielkie odległości z prędkościami poddźwiękowymi (zazwyczaj poniżej 274 m/s). Amunicja wadcutter znajduje także zastosowanie w broni służącej do samoobrony, takiej jak rewolwery kalibru .38 ze względu na krótkie lufy, niewielkie prędkości wylotowe pocisku oraz zwiększoną skuteczność względem pocisków pełnopłaszczowych. Jednym z rodzajów pocisków wadcutter jest śrut diabolo stosowany w broni pneumatycznej do strzelań sportowych (karabin pneumatyczny i pistolet pneumatyczny na 10 metrów).

## Opis pocisku

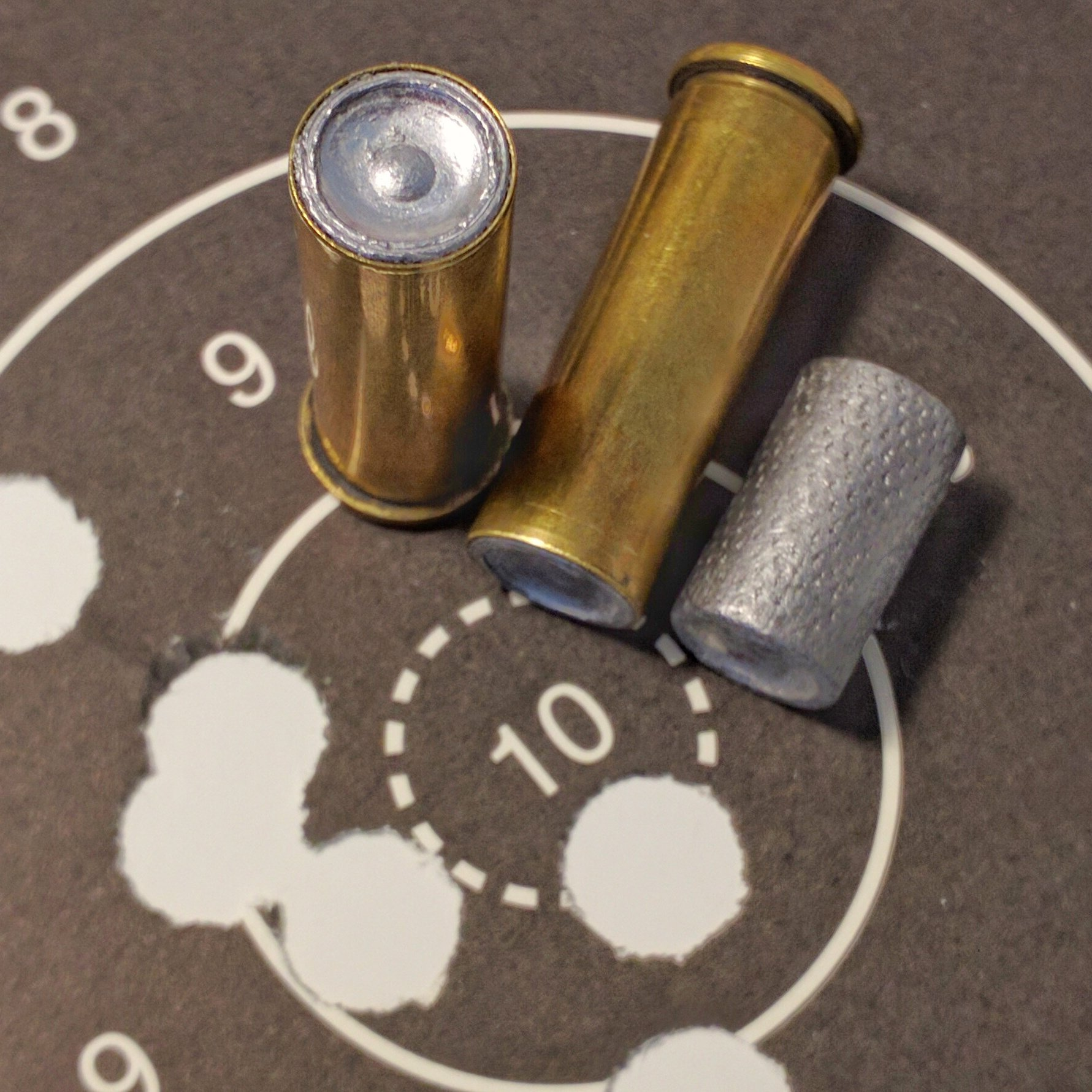
Amunicja .38 Special wadcutter, wygląd samego pocisku oraz wygląd tarczy z widocznymi równymi okrągłymi przestrzelinami

Pociski wadcutter posiadają płaskie albo niemal płaskie czoło oraz rozmiar dokładnie odpowiadający kalibrowi broni lub tylko nieznacznie mniejszy. W strzelaniu do celów papierowych, pociski wadcutter wycinają w tarczy bardzo dokładne okręgi, czyniąc obliczanie wyniku łatwiejszym i zmniejszając możliwość popełnienia błędu przy ocenianiu. Ze względu na płaskie czoło pocisku, nie sprawują się najlepiej w typowych magazynkach, dlatego są wykorzystywane głównie w rewolwerach i specjalnie zaprojektowanych pistoletach samopowtarzalnych, jednakże nie jest to regułą, ponieważ istnieją także pociski wadcutter z zaokrąglonymi czołami.